# 380 Fiducia
380 Fiducia eller 1894 AR är en asteroid i huvudbältet, som upptäcktes 8 januari 1894 av den franske astronomen Auguste Charlois. Den är uppkallad efter det latinska ordet för förtroende.
Asteroiden har en diameter på ungefär 67 kilometer.